# Tournoi britannique de rugby à XV 1882-1883
Navigation
Tournoi 1884
Le tournoi britannique de rugby à XV 1882-1883 (en anglais : 1883 Home Nations Championship) est la première édition de ce qui devient en 1910 le Tournoi des Cinq Nations avec l'admission de la France et en 2000, le Tournoi des Six Nations avec celle de l'Italie. La compétition se déroule du 16 décembre 1882 au 3 mars 1883 sur un format de six matches où chacune des quatre équipes rencontre une fois tous ses adversaires.
L'Angleterre remporte ses trois matches et obtient une Triple Couronne avant la lettre (le terme n'est employé pour la première fois qu'en 1894 seulement par un journaliste de l'Irish Times). Malgré un match sans point marqué contre l'Écosse, les Anglais obtiennent la victoire pour avoir marqué deux essais contre un seul pour les Écossais (en effet, à l'époque, marquer un essai ne rapporte pas de points mais seulement la possibilité d'essayer [en anglais to try] de marquer un but, ce que l'on connaît de nos jours sous le nom de transformation).
Enfin, le match entre l'Irlande et le pays de Galles n’est pas disputé : ne pouvant changer le vainqueur de la compétition, le haut du classement ci-dessous est bien entériné.

## Classement
Marquer un essai ne rapporte aucun point, seulement le droit de tenter de marquer un but.
| Rang | Nation         | J | V | N | D | Em | Ee | Pm | Pe | Diff | Pts |
| ---- | -------------- | - | - | - | - | -- | -- | -- | -- | ---- | --- |
| 1    | Angleterre     | 3 | 3 | 0 | 0 | 12 | 2  | 3  | 0  | +3   | 6   |
| 2    | Écosse         | 3 | 2 | 0 | 1 | 6  | 3  | 4  | 1  | +3   | 4   |
| 3    | Irlande        | 2 | 0 | 0 | 2 | 1  | 6  | 0  | 2  | -2   | 0   |
| 3    | Pays de Galles | 2 | 0 | 0 | 2 | 1  | 9  | 1  | 5  | -4   | 0   |

|  | Vainqueur du Tournoi 1883. |

- Attribution des points de classement (Pts) :
2 points pour une victoire, point en cas de match nul, rien pour une défaite.
- Règles de classement : 1. points de classement 2. titre ou rang partagé.
- Meilleure attaque : Angleterre en nombre d'essais, Écosse en nombre de points.
- Meilleure défense : Angleterre.

## Résultats
À l'époque, les points ne sont pas comptabilisés. L'objectif est de franchir la ligne de but adverse pour obtenir le droit de « tenter » (en anglais to try) de marquer un « but » (un goal), qui vaut un point, en faisant passer au pied le ballon entre les perches et au-dessus de la barre, ce qui devient par la suite la transformation. Le vainqueur est celui qui marque le plus de buts, mais les essais servent à départager les équipes en cas d'égalité.

### Pays de Galles - Angleterre
Les deux nations se rencontrent pour la seconde fois.
| Samedi 16 décembre 1882 | Pays de Galles Capitaine : Lewis | 0 – 2                                                                                    | Angleterre Capitaine : T Gurdon | St Helens, Swansea 3 000 spectateurs Arbitre : D Herbert |
| Samedi 16 décembre 1882 |                                  | Essai(s) : 6 W Bolton, R Henderson G Thomson, Wade (3) Transformation(s) : 2/6 A Evanson |                                 | St Helens, Swansea 3 000 spectateurs Arbitre : D Herbert |
| Samedi 16 décembre 1882 |                                  |                                                                                          |                                 | St Helens, Swansea 3 000 spectateurs Arbitre : D Herbert |

### Écosse - pays de Galles
C'est la première rencontre entre les deux nations.
| Lundi 8 janvier 1883 | Écosse Capitaine : D Cassels                                             | 3 – 1 | Pays de Galles Capitaine : Lewis            | Raeburn Place, Édimbourg 4 000 spectateurs Arbitre : G Rowland Hill |
| Lundi 8 janvier 1883 | Essai(s) : 3 D McFarlan (2), B Wauchope Transformation(s) : 3/3 Maclagan |       | Essai(s) : Judson Transformation(s) : Lewis | Raeburn Place, Édimbourg 4 000 spectateurs Arbitre : G Rowland Hill |
| Lundi 8 janvier 1883 |                                                                          |       |                                             | Raeburn Place, Édimbourg 4 000 spectateurs Arbitre : G Rowland Hill |

### Angleterre - Irlande
Dans ce neuvième match entre les deux équipes, l'Irlande ne parvient toujours pas à vaincre l'Angleterre :
| Lundi 5 février 1883 | Angleterre Capitaine : T Gurdon                                                  | 1 – 0 | Irlande Capitaine : G Scriven | Whalley Range, Manchester Arbitre : AS Pattison |
| Lundi 5 février 1883 | Essai(s) : 4 W Bolton, W Tatham H Twynam, Wade Transformation(s) : 1/4 A Evanson |       | Essai(s) : A Forrest          | Whalley Range, Manchester Arbitre : AS Pattison |
| Lundi 5 février 1883 |                                                                                  |       |                               | Whalley Range, Manchester Arbitre : AS Pattison |

### Irlande - Écosse
L'équipe d'Irlande n’a pas pu jouer toute la partie au complet pour cause de joueurs blessés.
| Samedi 17 février 1883 | Irlande Capitaine : G Scriven | 0 – 1                                                              | Écosse Capitaine : D Cassels | Ormeau Road, Belfast (terrain gorgé d'eau) Arbitre : HC Kelly |
| Samedi 17 février 1883 |                               | Essai(s) : 2 C Reid, D Somerville Transformation(s) : 1/2 Maclagan |                              | Ormeau Road, Belfast (terrain gorgé d'eau) Arbitre : HC Kelly |
| Samedi 17 février 1883 |                               |                                                                    |                              | Ormeau Road, Belfast (terrain gorgé d'eau) Arbitre : HC Kelly |

### Écosse - Angleterre
Cette rencontre entre deux équipes encore invaincues doit décider de l'issue du tournoi.
| Samedi 3 mars 1883 | Écosse Capitaine : D Cassels | 0 – 0 | Angleterre Capitaine : T Gurdon    | Raeburn Place, Édimbourg Arbitre : HC Kelly |
| Samedi 3 mars 1883 | Essai(s) : C Reid            |       | Essai(s) : 2 W Bolton, A Rotherham | Raeburn Place, Édimbourg Arbitre : HC Kelly |
| Samedi 3 mars 1883 |                              |       |                                    | Raeburn Place, Édimbourg Arbitre : HC Kelly |

### Irlande - pays de Galles
Match non joué.